# Jean-Louis Garcia
Pour les articles homonymes, voir Garcia.
Jean-Louis Garcia est un footballeur puis entraîneur français, né le 20 septembre 1962 à Ollioules (Var) .
Évoluant au poste de gardien de but, il est formé à l'AS Cannes et fait l'essentiel de sa carrière comme remplaçant.

## Biographie
En tant que joueur, il est gardien de but dans les clubs suivants : AS Cannes, AS Monaco, SO Châtellerault, AS Nancy-Lorraine, FC Nantes.
Devenu entraîneur, il dirige notamment le Sporting Toulon, Angers SCO, le RC Lens, La Berrichonne de Châteauroux, l'ESTAC Troyes et l'AS Nancy Lorraine.

### Carrière d'entraîneur
En 1995, alors qu'il est devenu entraîneur des gardiens du FC Nantes et n'a pratiquement plus joué de match professionnel depuis deux saisons, il se voit obligé de disputer la rencontre aller du quart de finale de coupe d'Europe contre le Bayer Leverkusen : Nantes n'avait en effet plus un seul gardien de but valide du fait des blessures de David Marraud, Éric Loussouarn et Dominique Casagrande. Les nantais perdent le match 5-1. À la mi-temps du match retour, il remplace à nouveau le gardien titulaire et garde ses cages inviolées avec un score de 0-0.
Devenu entraîneur, il est adjoint chargé des gardiens de buts de 1995 à 1998 à Nantes, puis responsable de l'équipe réserve des Girondins de Bordeaux de 1999 à 2003. En mars 2002, après deux sessions de stage et une semaine d'examens, il est admis au certificat de formateur de football (CFF).

#### Entraîneur principal d'équipes professionnelles
Il devient enfin l'entraîneur principal du Sporting Toulon Var de 2003 à 2006, avant de rejoindre le SCO d'Angers en juin 2006, peu après avoir obtenu le DEPF, plus haut diplôme d'entraîneur en France.
Il accompagne la remontée du club en Ligue 2 et permet au club de se maintenir confortablement, de telle sorte qu'il est désigné comme le meilleur entraîneur de Ligue 2 de l'année 2008 par France Football. Le 13 janvier 2009, il prolonge son contrat avec le club jusqu'en 2012.
En mai 2011, il prend cependant la direction du Racing Club de Lens, tout juste relégué en Ligue 2 et y signe un contrat de quatre ans. Il entraîne avec lui ses adjoints Manuel Nogueira et Jean-Louis Lima ainsi que l'ancien préparateur physique d'Angers Pascal Faure.
En septembre 2012, il est remercié par les dirigeants artésiens et est remplacé de façon intérimaire par Éric Sikora.
À partir d'octobre 2013, il devient entraîneur de La Berrichonne de Châteauroux en remplacement de Didier Tholot alors que le club est 18e de Ligue 2 après 12 journées. Lors de son premier match, LB Châteauroux s'impose 3-0 face à Clermont Foot et sort de la zone de relégation. Le 28 mai 2014, Jean-Louis Garcia est limogé après une rétrogradation du club en National.
Le 16 juin 2015, il succède a Olivier Saragaglia en devenant l'entraîneur du GF38 en CFA pour la saison 2015-2016, mais ne parvient pas à faire remonter le club en division supérieure.

#### Montée en Ligue 1 avec Troyes
Le 9 mai 2016, l'ESTAC Troyes annonce sa nomination au poste d'entraîneur pour la saison 2016-2017 en Ligue 2. Au terme de la saison 2016-2017, le club termine à la troisième place et dispute le barrage contre le FC Lorient, 18e de Ligue 1. À l'issue des deux rencontres, 2-1 à l'aller et 0-0 au retour, l'ESTAC est promue en Ligue 1.
Le 22 mai 2018, l'ESTAC Troyes annonce d'un commun-accord, la fin de la collaboration. Au terme de la saison 2017-2018, le club dix-neuvième et est relégué en Ligue 2 pour la saison 2018-2019.

#### Retour en Ligue 2 avec Nancy
Le 29 mai 2019, l'AS Nancy Lorraine annonce sa nomination au poste d'entraîneur de l'équipe principale pour deux saisons. Il succède à Alain Perrin qui avait réussi à maintenir l'équipe en Ligue 2 lors de la saison 2018-2019 en finissant 14e, malgré un début de saison compliqué. Pour sa première saison, Jean-Louis Garcia amène le club à la 12e place. Cette saison 2019-2020 est arrêtée prématurément à cause de la pandémie de Covid-19 alors que 28 journées ont été disputées.
Lors de sa deuxième saison, il connaît des moments difficiles en première partie de saison avec des blessures de longue durée de joueurs clés ou des joueurs indisponibles car touchés par la Covid-19. Le club est proche de la zone de relégation à la trêve hivernale, affichant seulement 18 points en 19 matches et pointant à la 17e place du classement. Alors que le club est racheté par un consortium international lors de cette trêve hivernale, le nouveau président de l'ASNL, Gauthier Ganaye, lui maintient sa confiance. Ce choix s'avère payant puisqu'en deuxième partie de saison, l'équipe réussit un redressement spectaculaire, n'enregistrant que 4 défaites en 19 matchs, pour 7 victoires et 7 matchs nuls. Finalement, l'AS Nancy Lorraine conclut la saison 2020-2021 de Ligue 2 à la 8e place avec un total de 47 points.
En fin de contrat au terme de la saison, il n'est pas renouvelé, les nouveaux actionnaires souhaitant mettre en place une nouvelle stratégie sportive. L'entraîneur allemand Daniel Stendel prend officiellement sa succession à la tête de l'ASNL pour les deux saisons suivantes.

#### Première expérience à l'étranger puis retour en France
Le 3 janvier 2022, il a été nommé entraîneur du Royal FC Seraing (Belgique). Il a signé un contrat d’un an et demi, soit jusqu’en juin 2023 et qui s'apprête à entamer sa première expérience à l'étranger. Il aura pour mission de maintenir le club sérésien en D1A.
Il parvient à maintenir le club sérésien via les barrages contre le RWDM en remportant le match aller (0-1) puis en faisant match nul (0-0) au match retour.
Le 4 mai 2022, souhaitant retourner en France et de commun accord avec la direction du club, il quitte ses fonctions d'entraîneur principal des Métallos.
En janvier 2024, il est nommé nouvel entraîneur de l'Union sportive Quevilly Rouen Métropole.

## Palmarès

### Joueur
- 1995 : Champion de France de Division 1 avec le FC Nantes

### Entraîneur
- 2005 : 1er du Groupe C du Championnat de France Amateur - Montée en National avec le Sporting Club Toulon
- 2007 : 3ème du Championnat de France National - Montée en Ligue 2 avec le SCO Angers
- 2017 : 3ème du Championnat de France de Ligue 2 - Montée en Ligue 1 avec l'ESTAC Troyes

### Distinctions individuelles
- 2008 : Meilleur entraîneur de Ligue 2 France Football avec le SCO Angers